# Перароло-ді-Кадоре
Перароло-ді-Кадоре (італ. Perarolo di Cadore, вен. Perarolo de Cador) — муніципалітет в Італії, у регіоні Венето, провінція Беллуно.
Перароло-ді-Кадоре розташоване на відстані близько 510 км на північ від Рима, 110 км на північ від Венеції, 31 км на північ від Беллуно.

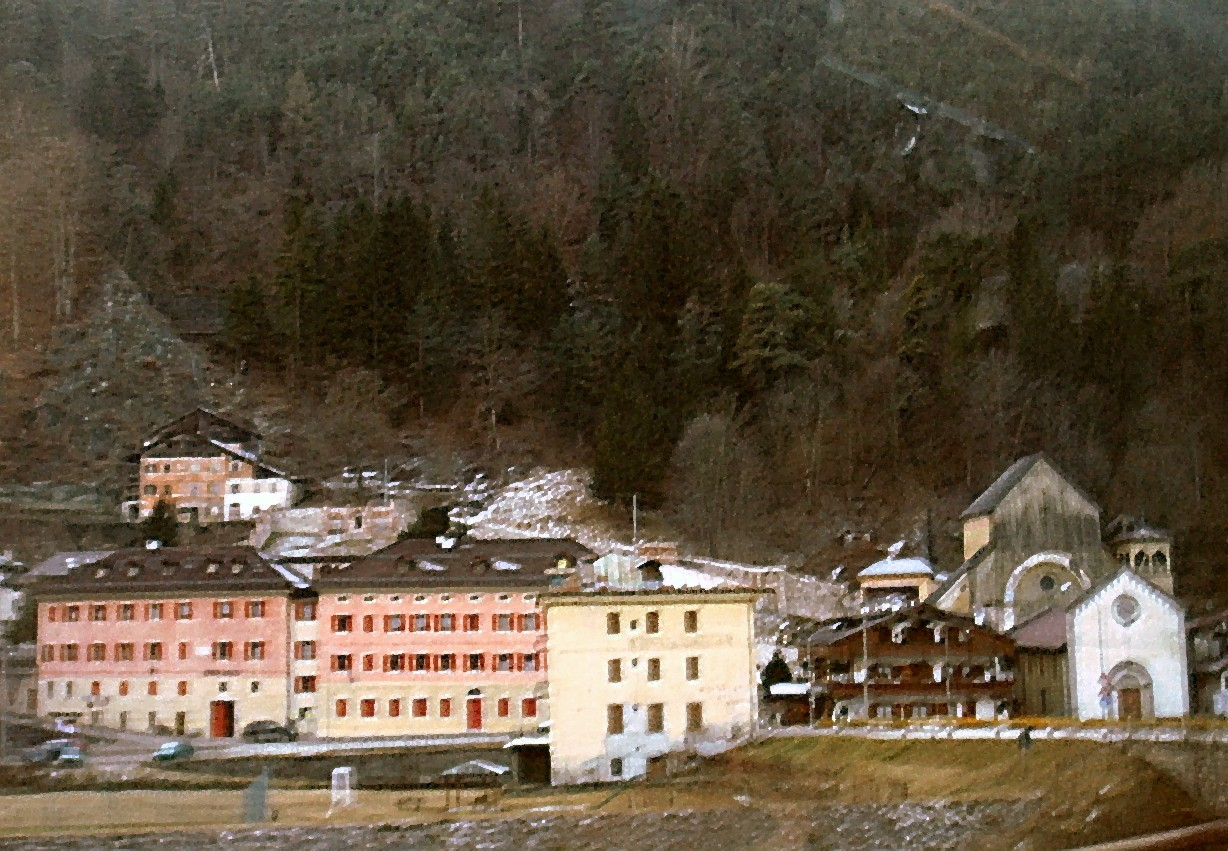

Населення — 380 осіб (2014).

## Демографія
Населення за роками:

Станом на 1 січня 2023 року в муніципалітеті офіційно проживало 26 іноземців з 8 країн, серед них 13 громадян країн Євросоюзу та 7 громадян України.

## Сусідні муніципалітети
- Чимолаїс
- Ерто-е-Кассо
- Оспітале-ді-Кадоре
- П'єве-ді-Кадоре
- Валле-ді-Кадоре